# Útok v Carcassonne a Trèbes

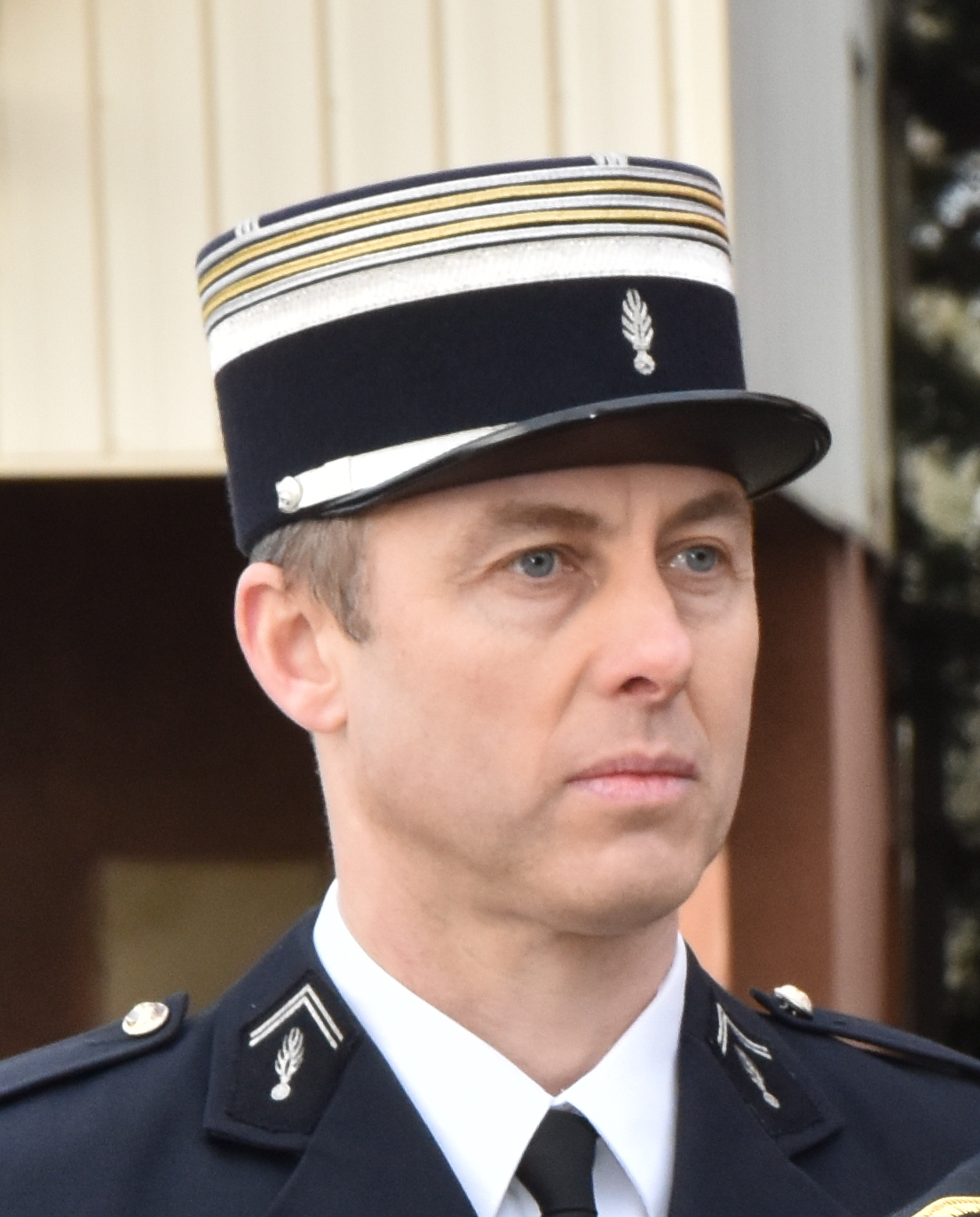
Podplukovník Arnaud Beltrame v únoru 2018.

Dne 23. března 2018 se v jižní Francii ve městech Carcassonne a Trèbes odehrál teroristický útok. V Carcassonnu pětadvacetiletý Redouane Lakdim francouzsko-marockého původu střelil dva cestující v automobilu, čímž zabil spolucestujícího a vážně zranil řidiče. Automobil následně unesl. Následně zahájil palbu na čtyři běhající policisty, jednoho přitom zranil. Lakdim jel do nedalekého Trèbesu, kde zaútočil na supermarket Système U, kde zabil dva civilisty, další zranil a unesl minimálně jednoho rukojmího. Přísahal věrnost Islámskému státu a požadoval propuštění Salaha Abdeslama, islamistu obviněného z účasti na teroristických útoků v Paříži z listopadu 2015. Četník Arnaud Beltrame se nabídl, že se vymění za ženu, kterou Lakdim držel jako rukojmí. Lakdim souhlasil. Po třech hodinách ale Lakdim střelnou zbraní Beltrameho zranil a následně na následky zranění zemřel. Beltrameho prohlásil prezident Francie Emmanuel Macron za hrdinu. Policejní taktická jednotka následně na budovu, kde byl Lakdim, zaútočila a Lakdima zabila. 
Francouzský prezident Emmanuel Macron útok nazval aktem islámského terorismu.  

## Útok v Carcassonne
Krátce před desátou hodinou v pátek 23. března 2018 Redouane Lakdim, ozbrojený jednoruční pistolí, zastavil auto na předměstí města. Oba dva cestující postřelil, spolucestující okamžitě zemřel, řidič byl vážně zraněn. Zdálo se, že poblíž vojenských kasáren vyčká na vojáky, ale zamířil k policejním kasárnám, kde zaútočil na čtyři policisty běžící zpět ke kasárnám střelnou zbraní. Jeden z policistů byl zraněn, kulka o malý kousek minula srdce. Lakdim poté z místa zmizel a odjel do pět kilometrů vzdáleného Trèbesu.

## Rukojmí
Okolo 11 hodin Lakdim vstoupil do supermarketu Système U ozbrojen jednoruční pistolí a nožem. Uvnitř bylo okolo 50 lidí. Křičel "Allahu akbar" a prohlásil se vojákem Islámského státu. Zastřelil dva civilisty, další unesl jako rukojmí a všem ostatním nařídil lehnout si na zem. Téměř všem se podařilo ze supermarketu utéci, někteří se ukryli v lednici. Na místo téměř okamžitě přijely stovky příslušníků policie a četnictva, oblast uzavřeli a pomohli s evakuací zbytku lidí. Nalezli Lakdima držícího několik rukojmí a ženu, kterou použil jako lidský štít. Okolo 12:20 hodin se jednotka GIGN shromáždila poblíž supermarketu, na místo dorazil také ministr vnitra Gérard Collomb. Lakdim požadoval propuštění Salaha Abdeslama, islamistu obviněného z účasti na teroristických útoků v Paříži z listopadu 2015. Policie dovnitř předvedla Lakdimovu matku a dvě sestry kvůli vyjednávání, které neskončilo úspěšně. 
Příslušník četnictva Arnaud Beltrame se nabídl, že se za zadrženou ženu vymění. Beltrame si nechal zapnutý telefon, aby policie venku mohla slyšet, co se děje vevnitř. Po následujících třech hodinách Lakdim vystřelil, o čemž se policie dozvěděla právě díky zapnutému telefonu. Jako reakci na výstřel GIGN okamžitě (14:40) na supermarket zaútočila a o dvě minuty později Lakdima zabila. Dva z příslušníků GIGN byli zraněni. Krátce poté do budovy vešli policejní psi a dorazila záchranná služba. Beltrame byl veleben za jeho hrdinský čin, ale později na následky zranění zemřel. Pitva odhalila, že Beltrame zemřel na následky smrtelných bodných ran do jeho hrdla.

## Útočník
Útočník byl identifikován jako Redouane Lakdim, muž dlouhodobě žijící ve francouzském městě Carcassonne původem z Maroka spolu s jeho rodiči a sestrami. Už dvakrát byl uznán vinným z menších trestných činů a v roce 2016 si jeden měsíc ve vězení odseděl. Byl velmi aktivní na profilech na sociálních sítích novodobého islámského směru Salafíja a od roku 2014 byl na seznamu možných islámských extremistů. Pro svůj radikalismus a blízkost k hnutí Salafíja byl pod policejním dohledem, ale nebyly nalezeny známky, že by mohl udělat obdobný útok. Po jeho smrti v Trèbesu policie navštívila jeho dům a vyslechla jeho příbuzné a přátele. Jeden z nich ho popsal jako příjemného mladého muže. Ministr vnitra Gérard Collomb si myslí, že jednal sám.